# ارتش برانکالئونه
ارتش برانکالئونه (به ایتالیایی: L'armata Brancaleone) یا به خاطر عشق و طلا (به انگلیسی: For Love and Gold) یک فیلم کمدی ایتالیایی به نویسندگی آجه و اسکارپلی و کارگردانی ماریو مونیچلی محصول سال ۱۹۶۶ است.